# Friedrich Gogarten
 (décembre 2023).
Si vous disposez d'ouvrages ou d'articles de référence ou si vous connaissez des sites web de qualité traitant du thème abordé ici, merci de compléter l'article en donnant les références utiles à sa vérifiabilité et en les liant à la section « Notes et références ».
Friedrich Gogarten (né le 13 janvier 1887 à Dortmund et mort le 16 octobre 1967 à Göttingen) est un théologien luthérien allemand, cofondateur avec Karl Barth de la théologie dialectique au début du XXe siècle.

## Biographie
Après des études de théologie à Iéna, Berlin et Heidelberg, où il a comme professeurs Adolf von Harnack et Ernst Troeltsch, il est nommé prédicateur adjoint à Brême en 1914, puis curé à Stelzendorf près de Zeulenroda en 1917 et membre du bureau paroissial de Dorndorf an der Saale en 1925.
Il obtient son habilitation en 1927 à l'université d'Iéna et commence à enseigner comme Privatdozent. En 1931, il prend la chaire de théologie systématique à Breslau en tant que successeur d' Erich Schaeder, doit remplacer Karl Barth à Bonn au semestre d'été 1935, puis devient professeur ordinaire de théologie systématique à Göttingen au semestre d'hiver 1935 succédant ainsi à Carl Stange. Il enseigne dans cette université jusqu'à sa retraite en 1955.
Peu après le 4 août 1933, Gogarten rejoint les chrétiens allemands. Cependant, après la réunion du 13 novembre 2023 au Palais des sports de Berlin, il se sépare de la communauté religieuse avec une déclaration sur le « Mouvement de foi chrétienne allemande » parue dans plusieurs magazines. De fait, il ne rejoint jamais le NSDAP.

## Apports à la théologie
Son essai de 1920 Zwischen den Zeiten  est considéré comme l'un des documents fondateurs de la théologie dialectique. Sous la direction de Karl Barth, cette nouvelle direction théologique se différencie de la théologie libérale qui prévalait jusque-là et de ses représentants (Albrecht Ritschl et al. a.). En réaction à l'historicisme et à l'anthropocentrisme de la théologie protestante du XIXe siècle, la théologie dialectique mettait en lumière l’opposition absolue entre Dieu et l’homme. L'organe de publication décisif pour la théologie dialectique fut la revue Zwischen den Zeiten, du nom de l'essai de Gogarten, publiée par Christian Kaiser Verlag à Munich de 1923 à 1933 et à laquelle Gogarten rédigea 23 articles. La monographie de Gogarten Die religiöse Entscheidung (La Décision religieuse) en 1921 a également eu une influence sur le nouveau départ théologique.
Même si Karl Barth écrivait avec enthousiasme à propos de Gogarten dans une lettre à Eduard Thurneysen en 1920 : « C'est un dreadnought pour nous et contre nos adversaires. Qui sait, un jour il nous apprendra ! », il n'en reste pas moins que, quelques années plus tard, une certaine distance existait encore entre Barth et Gogarten. Plus tard, le magazine Zwischen den Zeiten fut dissous et il y eut une rupture avec Barth ainsi qu'avec Rudolf Bultmann, qui reprit cependant sa relation avec Gogarten en 1940.
Le thème général de Gogarten est « L'homme entre Dieu et le monde », « L'Église dans le monde » et la sécularisation comme résultat de la révélation chrétienne.

## Hommages
- Docteur honoris causa de la Faculté de théologie de l'Université de Giessen (1924)
- Grande Croix du Mérite de la République fédérale d'Allemagne (1957)
- Grande Croix du Mérite avec étoile de la République fédérale d'Allemagne (1967)